# 岸公園
岸公園（きしこうえん）は、島根県松江市袖師町にある公園。
事業名は、宍道湖袖師親水型湖岸堤
島根県立美術館前に広がる、宍道湖湖畔の親水公園で、公園名は、近代スポーツ界に大きな足跡を残した松江市出身の岸清一の功績を称えて命名された。
2003年土木学会デザイン賞最優秀賞受賞。